# هولغيرا
بلدية هولغيرا (بالإسبانية: Holguera)‏، هي بلدية تقع في مقاطعة قصرش والتي تقع في منطقة إكستريمادورا، غرب إسبانيا.
يبلغ عدد سكانها 825 نسمة وفقاً لإحصائية سنة (2002).